# Titidius haemorrhous
Titidius haemorrhous là một loài nhện trong họ Thomisidae.
Loài này thuộc chi Titidius. Titidius haemorrhous được Cândido Firmino de Mello-Leitão miêu tả năm 1947.